# Spoorwegonderneming

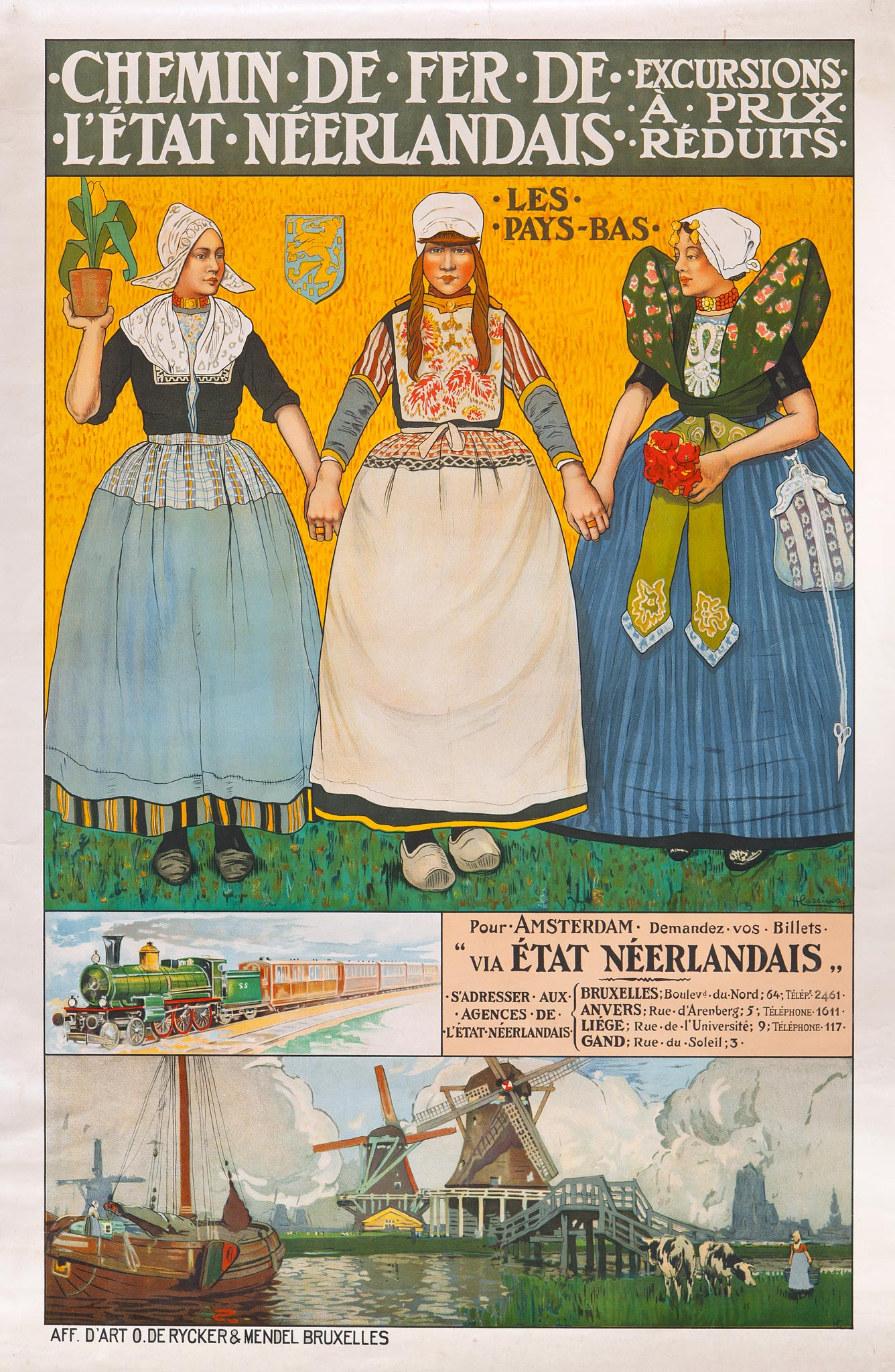
Een promotioneel affiche voor de Franstalige markt van Henri Cassiers. Drie vrouwen in de dracht van Volendam, Marken en Axel. In het midden trein met een locomotief van de SS (Staatsspoorwegen) en onder een landelijk tafereel in de buurt van Dordrecht.

Een spoorwegonderneming of spoorververvoerder, vroeger spoorwegmaatschappij, is een onderneming die reizigers en goederen per spoorweg vervoert. Spoorwegondernemingen bezitten of huren treinmaterieel en exploiteren dit. Vroeger hadden ze ook de spoorinfrastructuur in bezit, maar die is tegenwoordig in veel landen op afstand gezet door de oprichting van aparte overheidsbedrijven voor het spoorwegbeheer, bijvoorbeeld ProRail in Nederland en Infrabel in België.
Een spoorwegonderneming is onderdeel van de spoorsector, die volgens de standaardbedrijfsindeling van het Nederlandse CBS weer onderdeel is van 'Vervoer en opslag'.

## Geschiedenis
De eerste spoorwegondernemingen ontstonden in de jaren dertig van de negentiende eeuw. In die tijd gebruikte men het woord 'spoorwegmaatschappij'. Deze particuliere ondernemingen legden in de meeste landen de eerste spoorlijnen aan en baatten deze uit. Later werden deze ondernemingen veelal genationaliseerd en samengevoegd. In de periode daarna hadden de meeste Europese landen een nationale spoorwegonderneming. Zwitserland vormde een uitzondering, in dit land waren naast de federale spoorwegen relatief veel particuliere spoorwegondernemingen actief.

## Scheiding van spoorwegbeheer en spoorwegvervoer
De Europese Unie (EU) besloot in 1991 om de nationale spoorwegondernemingen tot op zekere hoogte te verzelfstandigen, en om ze te splitsen in spoorwegvervoerders en spoorwegbeheerders. Minimaal moeten de boekhoudingen van elkaar zijn gescheiden, zoals het geval is in Duitsland, waar DB Netze een onderdeel van DB AG. Ook kan gekozen worden voor een volledige splitsing, zoals in Nederland, waar ProRail enerzijds en de Nederlandse Spoorwegen aparte bedrijven werden.
Spoorvervoerders moeten toegang kunnen krijgen tot alle spoorwegnetten. Dit besluit staat in EU-richtlijn 91/440/EEG die op 29 juli 1991 werd vastgesteld. De lidstaten moeten sinds 1 januari 1993 aan deze regels voldoen. Het doel van deze beslissingen is om de concurrentiekracht van de spoorwegen te vergroten, hun doelmatigheid te vergroten en daardoor de Europese vervoermarkt beter te kunnen bedienen. Ook meer internationale samenwerking van spoorwegondernemingen was daarbij een doel.

### De huidige situatie
Spoorvervoerders hebben een concessie nodig van de nationale of regionale overheid. Er is sprake van vrije toegang als alle spoorvervoerders via een openbare aanbesteding kunnen meedingen naar een concessie. Veel landen, ook Nederland, Duitsland, Italië en Oostenrijk, besteden de concessie voor het grootste deel van hun spoorwegnet nog niet openbaar aan, maar ondershands aan de eigen nationale spoorwegonderneming.
Spoorbeheerders publiceren elk jaar een netverklaring. Dit document bevat informatie over het spoorwegnet voor spoorwegondernemingen die gebruik (willen) maken van het spoorwegnet. Veel Europese zelfstandige spoorbeheerders hebben zich sinds 2001 verenigd in de organisatie European Rail Infrastructure Managers (EIM).

### Resultaten
Het resultaat van het nieuwe beleid werd al snel zichtbaar in de groei van het aantal goederenvervoerders. Veel nieuwe vervoerders vonden het te risicovol om nieuwe locomotieven aan te schaffen, zij werkten vaak met tweedehandslocomotieven of gehuurde locomotieven. Zo ontstonden bedrijven die zich richten op de verhuur van locomotieven, zoals Siemens Dispolok in Duitsland en de Britse leasemaatschappij Porterbrook. Later zijn er ook meer personenvervoerders actief geworden. In Nederland worden veel regionale spoorlijnen uitgebaat door nieuwe spoorvervoerders. Nieuwe personenvervoerders zijn veelal dochterondernemingen van de nog steeds bestaande nationale spoorwegondernemingen van andere landen. Zo is Abellio als dochter van de Nederlandse Spoorwegen actief. Abellio was tot begin 2023 onder andere actief in het Verenigd Koninkrijk en op een grenstraject tussen Arnhem Centraal en Düsseldorf Hbf.

### Technische maatregelen
Om de vrije toegang op het spoorwegnet op technisch vlak mogelijk te maken is interoperabiliteit van het Europese spoorwegnet noodzakelijk. Om dat te bereiken zijn TSI's (technische specificaties opgesteld. Een daarvan richt zich op het harmoniseren van de treinbeïnvloeding door de ontwikkeling en invoering van het European Rail Traffic Management System (ERTMS).